# ماجنابوليا

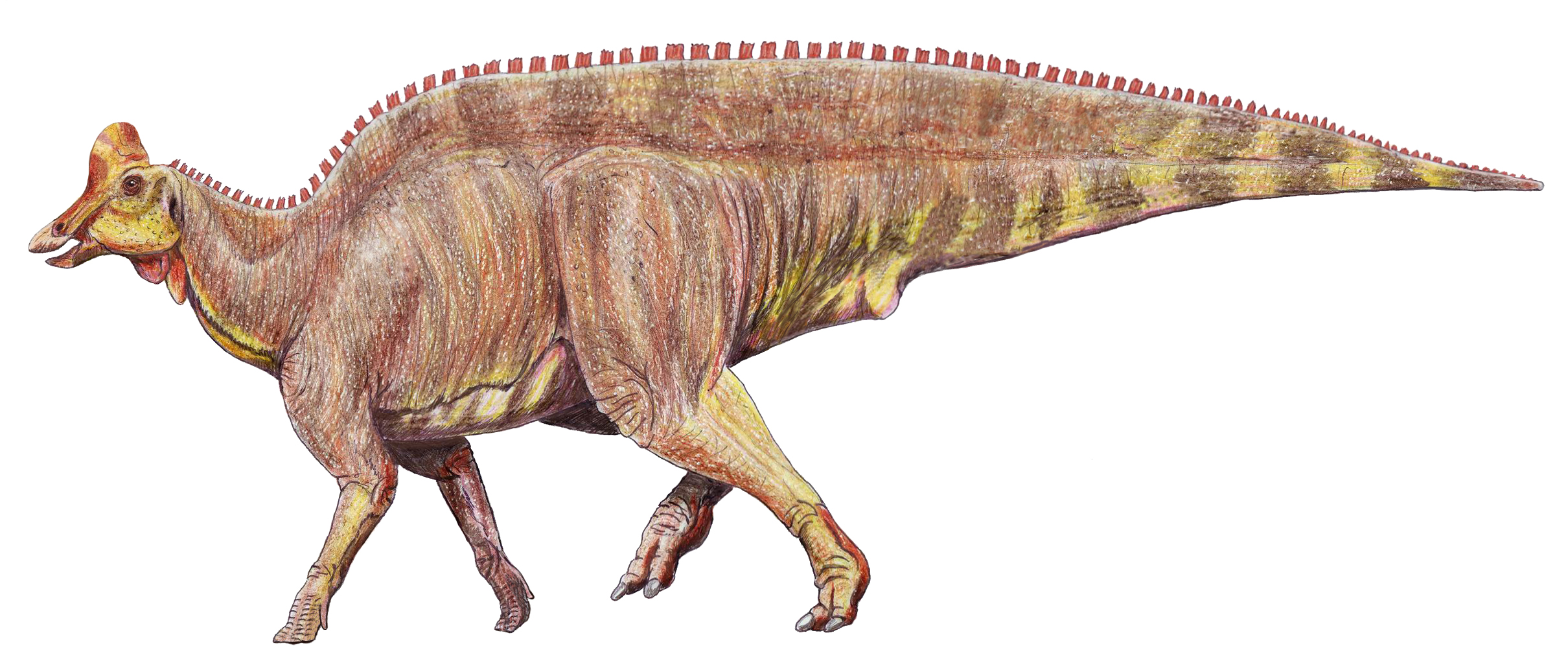
إعادة إنشاء الماجناپوليا

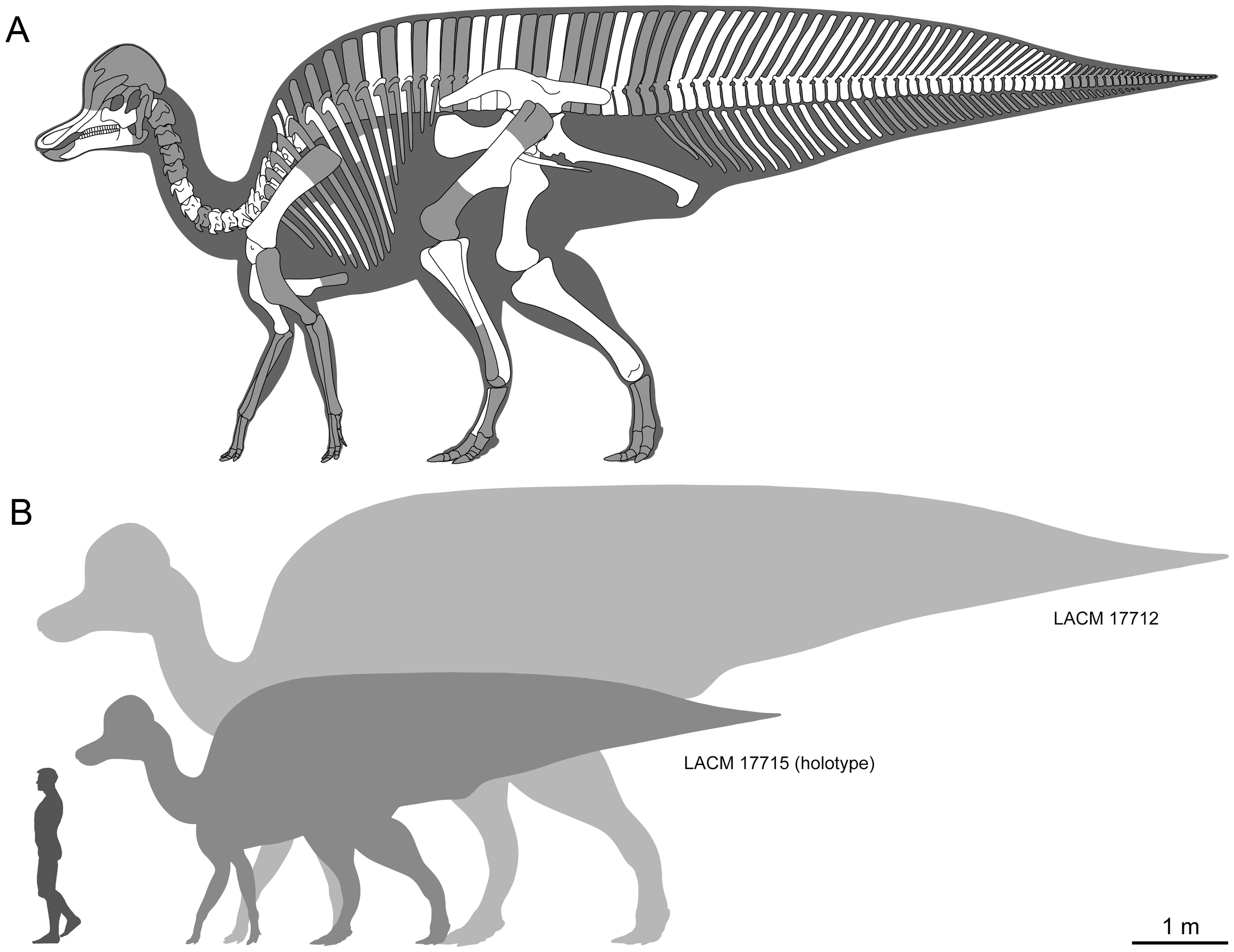
إعادة إنشاء الهيكل العظمي ومقارنة الحجم

الماجناپوليا (Magnapaulia) هو جنس آكل للأعشاب من ديناصورات الـ Lambeosaurinae معروف من الطباشيري المتأخر في باها كاليفورنيا في شمال غرب المكسيك، ويتضمن نوع واحد هو الماجناپوليا عريضة الذيل Magnapaulia laticaudus، الماجناپوليا وصف لأول مرة في سنة 1981 كنوع محتمل من اللامبيوصور من قبل ويليام چي موريس، ثم تم اعتباره جنسًا مستقلًا بذاته في سنة 2012 من قبل برييتو ماركيز والزملاء.